# Eleições estaduais de Berlim Ocidental em 1950
As eleições estaduais de Berlim Ocidental em 1950 foram realizadas a 3 de Dezembro e, serviram para eleger os 127 deputados para o parlamento estadual.
O Partido Social-Democrata da Alemanha manteve-se como o partido mais votado, mas perdeu, cerca de, 20% dos votos em relação a 1948, obtendo 44,7% dos votos e 61 deputados, o que significa que os social-democratas perderam a maioria parlamentar.
Os grandes beneficiários da queda do SPD foram a União Democrata-Cristã e o Partido Democrático Liberal que obtiveram 24,6% e 23,0% dos votos, respectivamente.
Inicialmente, a coligação entre social-democratas, democratas-cristãos e liberais continuou no governo, mas, em 1953, a CDU e o FDP formaram um governo de coligação, remetendo o SPD, pela primeira vez no estado, para a oposição.

## Resultados Oficiais
| Partido                 | Partido                            | Votos     | %     | +/-   | Deputados | +/-   |
| ----------------------- | ---------------------------------- | --------- | ----- | ----- | --------- | ----- |
|                         | Partido Social-Democrata           | 654 211   | 44,67 | 19,81 | 61 / 127  | 15    |
|                         | União Democrata-Cristã             | 361 050   | 24,65 | 5,22  | 34 / 127  | 8     |
|                         | Partido Democrático Liberal        | 337 589   | 23,05 | 6,96  | 32 / 127  | 15    |
|                         | Partido Alemão                     | 53 810    | 3,67  | Novo  | 0 / 127   | Novo  |
|                         | Bloco dos Refugiados e Expatriados | 31 918    | 2,18  | Novo  | 0 / 127   | Novo  |
|                         | Outros                             | 25 892    | 1,77  |       | 0 / 127   |       |
| Votos Inválidos         | Votos Inválidos                    | 40 110    |       |       |           |       |
| Total                   | Total                              | 1 504 580 | 100   |       | 127 / 127 | 8     |
| Eleitorado/Participação | Eleitorado/Participação            | 1 664 221 | 90,41 | 4,09  |           |       |
| Fonte                   | Fonte                              | [ 1 ]     | [ 1 ] | [ 1 ] | [ 1 ]     | [ 1 ] |